# Haddestad

Haddestad är en gård från 1300-talet i Harstads socken, Lysings härad. Den bestod av 3 1/4 hemman. 
Gården nämns redan 1393 då skogslotter såldes till drotsen Knut Jonsson.

## Ägare och boende

### Gategården (Skeby Norrgården)
Skattegården bestod av 1 skattehemman.
- 1805-1810 Jacob Andersson (1748-)

### Pryssegården
Pryssegården bestod av 1 mantal.
| År        | Namn              | Levnadstid | Mantal |
| --------- | ----------------- | ---------- | ------ |
| 1724-1728 | Mårten Larsson    |            | 1      |
| 1736-1745 | Lars Mårtensson   |            | 1      |
| 1785-1788 | Lars Larsson      |            | 1/4    |
| 1785-1788 | Nils Larsson      |            | 3/16   |
| 1785-1788 | Börje Börjesson   |            | 5/16   |
| 1785-1788 | Carl Jacobsson    |            | 1/8    |
| 1785-1787 | Jan Silfverstrand |            | 1/8    |
| 1788-     | Anders Jonsson    |            | 1/8    |

### Ryttaregården
Ryttargården bestod av 1 mantal.
- 1805-1810 - Anders Jonsson Lorin, rusthållare (1768-

| År        | Namn                                     | Levnadstid | Mantal |
| --------- | ---------------------------------------- | ---------- | ------ |
| 1721-1740 | Lars Jonsson                             |            | 1      |
| 1741-1745 | Per Larsson                              |            | 1      |
| 1785-1788 | Carl Danielsson, nämndeman (Karleby)     |            | 1/4    |
| 1785-1788 | Anders Jonsson                           |            | 1/4    |
| 1785-1788 | Anders Olsson                            |            | 1/4    |
| 1785-1787 | Jonas Jönsson (Wallby, Svanshals socken) |            | 1/4    |
| 1788-     | Abraham Larsson                          |            | 1/4    |

### Lillgården
Lillgården bestod av 1/4 mantal.
| År        | Namn            | Levnadstid | Mantal |
| --------- | --------------- | ---------- | ------ |
| 1724      | Sven Pehrsson   |            | 1/4    |
| 1728      | Pehr            |            | 1/4    |
| 1736-1743 | Pehr Andersson  |            | 1/4    |
| 1744-1745 | Anders Carlsson |            | 1/4    |
| 1785-1788 | Anders Svensson |            | 1/4    |

### Storgården
Storgården bestod av 1 mantal.
- 1805-1810 Anders Olofsson, bonde (1736-1810) (3/8 hemman)

| År        | Namn                              | Levnadstid | Mantal |
| --------- | --------------------------------- | ---------- | ------ |
| 1724-1728 | Jonas Pehrsson                    |            | 1      |
| 1736-1743 | Pehr Jonsson                      |            | 1      |
| 1744-1745 | Måns Persson                      |            | 1      |
| 1785-1787 | Måns Persson                      |            | 3/8    |
| 1785-1788 | Organisten Lorin och Nils Larsson |            | 3/8    |
| 1785-1788 | Ingrid och Anders Olsson          |            | 1/8    |
| 1785-1788 | Nils Larsson                      |            | 1/8    |